# Rhegmoclemina batilliformia
Rhegmoclemina batilliformia är en tvåvingeart som beskrevs av Cook 1971. Rhegmoclemina batilliformia ingår i släktet Rhegmoclemina och familjen dyngmyggor. Inga underarter finns listade i Catalogue of Life.